# Otti Tenzel-Koniarsky

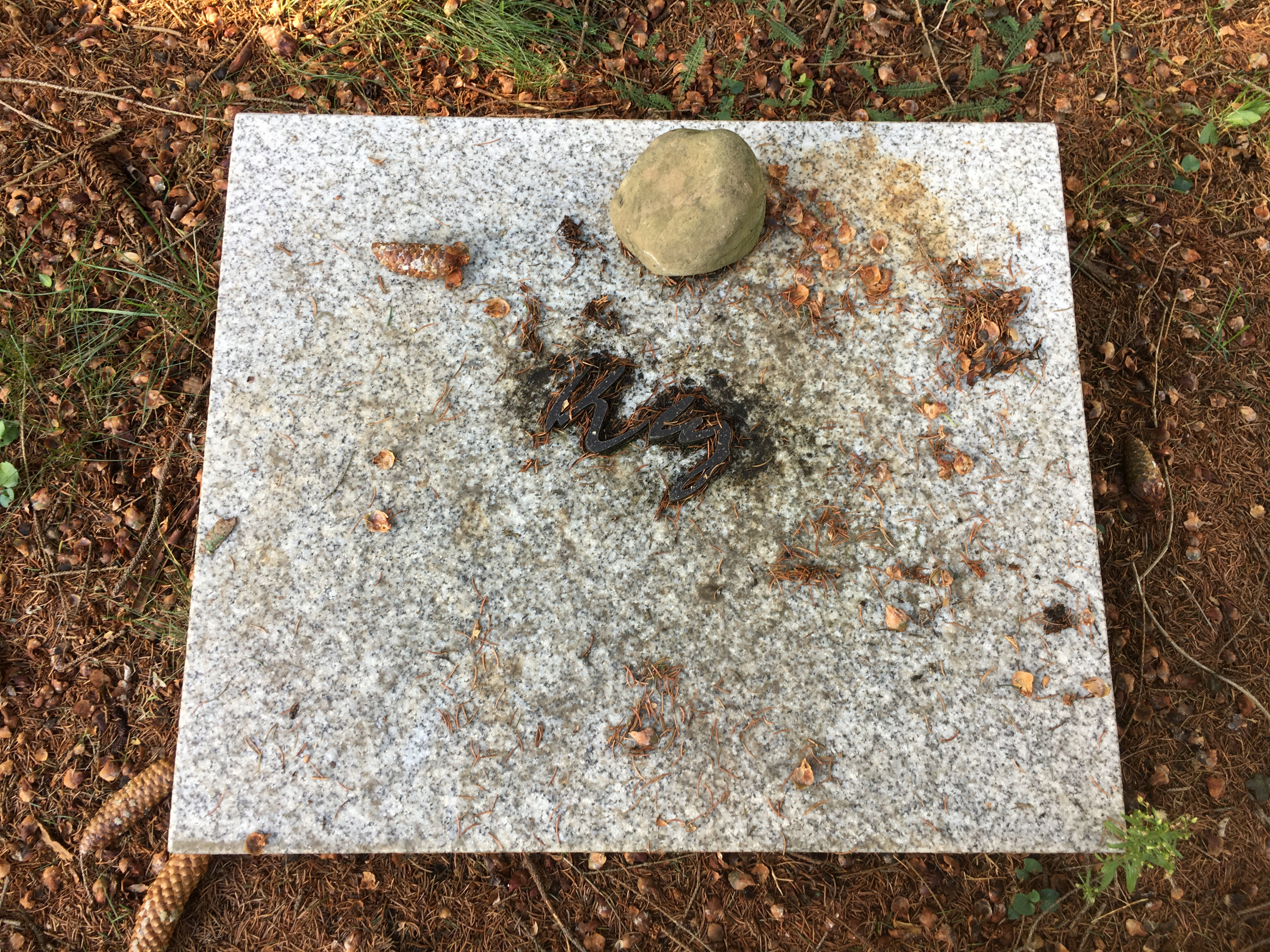
Grabstätte auf dem Friedhof Ohlsdorf

Otti Tenzel-Koniarsky (* 13. Juni 1923 in Hamburg; † 18. August 2015) war eine deutsche Tänzerin.
Seit 1955 war sie Primaballerina am Württembergischen Staatstheater, später an der Hamburgischen Staatsoper. Nach einer Aufführung von „Catulli Carmina“ nannte Carl Orff sie „Das Glanzstück des Abends“.
Danach war sie Dozentin für Körpertraining und Bühnentanz an der Hochschule für Musik und Theater Hamburg.
Otti Tenzel und ihr Ehemann (seit 1955), der Bühnenbildner Helmut Koniarsky – „der Maler und die Tänzerin“ in der Presse – bildeten 43 Jahre lang im Theater- und Privatleben ein starkes Team.
Sie verstarb 92-jährig und wurde auf dem Friedhof Ohlsdorf an der Seite ihres Mannes beigesetzt. Die Grabstätte im Planquadrat Q 29 liegt nördlich von Kapelle 10.

## Rollen
- 1952 Lesbia in Carl Orffs Catulli Carmina[3]
- 1959 deutsche Uraufführung Igor Stravinsky Apollon musagète[4]